# 北灣 (紐約州)
北灣（英語：North Bay）是位於美國紐約州奧奈達縣的普查規定居民點。

## 人口
根據2020年美國人口普查的數據，北灣的面積為3.41平方千米，當中陸地面積為2.89平方千米，而水域面積為0.52平方千米。當地共有人口374人，而人口密度為每平方千米109.68人。